# Избори за градоначелника Краљева 2006.
Од укупно 102.156 уписаних гласало 35.012 бирача или само 34,2%. Милош Бабић, кандидат Нове Србије, као најуспешнији добио 14.509 (41.4%), а Миљко Четровић, кандидат Српске радикалне странке, на другом месту са 5.477 гласова (15,6%) изашлих бирача. Гласање у другом изборном кругу биће одржано у недељу, 19. фебруара, са два најуспешнија кандидата из првог круга на истим бирачким местима (129), по истој процедури. Главне карактеристике првог круга председничких избора убедљив успех Милоша Бабића и слаб одзив бирача.

## Резултати избора

### Први круг[1]
| Р      | Кандидат            | Предлагач(и)                  | Гласова |
| ------ | ------------------- | ----------------------------- | ------- |
| 1      | Милош Бабић         | Нова Србија                   | 14.509  |
| 2      | Миљко Четровић      | Српска радикална странка      | 5.447   |
| 3      | Слободан Михајловић | Демократска странка           | 3.658   |
| 4      | Звонко Обрадовић    | Г17 плус                      | 2.947   |
| 5      | Мирко Вуковић       | Српски покрет обнове          | 2.674   |
| 6      | Драгослав Кочовић   | Социјалистичка партија Србије | 1.713   |
| 7      | Ђорђе Павловић      | Покрет снага Србије           | 1.622   |
| 8      | Зоран Миљковић      | Група грађана                 | 1.336   |
| 9      | Зоран Јовановић     | Народна странка               | 553     |
| Укупно | Укупно              | Укупно                        | 35.012  |

### Други круг[2]
| Р      | Кандидат       | Предлагач(и)             | Гласова |
| ------ | -------------- | ------------------------ | ------- |
| 1      | Милош Бабић    | Нова Србија              | 20.068  |
| 2      | Миљко Четровић | Српска радикална странка | 6.048   |
| Укупно | Укупно         | Укупно                   | 26.525  |